# Instituto Nacional de las Artes Escénicas y de la Música
El Instituto Nacional de las Artes Escénicas y de la Música (INAEM) es un organismo público español, adscrito al Ministerio de Cultura, responsable de la promoción, protección, difusión y proyección exterior de las artes escénicas y de la música en cualquiera de sus manifestaciones y de la comunicación cultural entre las comunidades autónomas en las materias propias del organismo, de acuerdo con ellas.
El INAEM desarrolla su labor en dos grandes áreas:
- Área de creación y promoción directa: reúne los centros de creación artística, de exhibición o de carácter documental y técnico que dependen del propio INAEM, más un espacio para seminarios y pequeños congresos: el Palacio Castillo de Magalia.

- Área de apoyo a entidades públicas y privadas, compañías y agrupaciones artísticas: se gestiona a través de las unidades administrativas, centros de producción, exhibición y formación artística que dependen del Ministerio de Cultura y Deporte. Desarrolla la política de fomento y de exhibición, tanto en España como en el extranjero, de las Artes Escénicas y de la Música. Está en permanente colaboración con las comunidades autónomas, el Ministerio de Asuntos Exteriores, Unión Europea y Cooperación y otros departamentos del Ministerio de Cultura y Deporte. Finalmente, distribuye ayudas para proyectos de producción, exhibición y giras nacionales e internacionales que el INAEM realiza cada año.

## Historia
El Instituto fue creado mediante el artículo 87.3 de la Ley 50/1984, de Presupuestos Generales del Estado para 1985. El artículo 85 de esta Ley suprimía los Organismos autónomos Junta Coordinadora de Actividades y Establecimientos Culturales, Teatros Nacionales y Festivales de España y Orquesta y Coros Nacionales de España y en su lugar creaba el INAEM como Instituto Nacional de las Artes Escénicas y de la Música.
Esta normativa fue desarrollada muy pronto por el Real Decreto 565/1985, de 24 de abril, que se ocupa de articular y desarrollar los programas relacionados con el teatro, la danza, la música y el circo. La puesta en marcha del instituto estuvo a cargo de José Manuel Garrido Guzmán, quien estuvo a cargo del INAEM durante cuatro años, hasta 1989.

## Centros INAEM

### Salas
- Auditorio Nacional de Música (ANM)
- Teatro de la Zarzuela (TZ)
- Teatro de la Comedia
- Teatro Valle-Inclán
- Teatro María Guerrero

### Danza
- Ballet Nacional de España (BNE)
- Compañía Nacional de Danza (CND)

### Música
- Orquesta Nacional de España (ONE)
- Joven Orquesta Nacional de España (JONDE)
- Coro Nacional de España (CNE)
- Centro Nacional de Difusión Musical (CNDM)

### Teatro
- Centro Dramático Nacional (CDN)
- Compañía Nacional de Teatro Clásico (CNTC)
- Museo Nacional del Teatro (MNT)

### Instituciones
- Centro de Documentación de las Artes Escénica y de la Música (CDAEM): creado en 2019 a través de la fusión de dos centros preexistentes, el Centro de Documentación Teatral (CDT) y el Centro de Documentación de Música y Danza (CDMyD). Con sede en la Calle Alfonso XII, 3-5 (Edificio B) y su archivo en la Calle Argumosa, 41.
- Centro de Tecnología del Espectáculo (CTE)

## Estructura
El INAEM se estructura como sigue:
- El Presidente. La presidencia del organismo corresponde al ministro de Cultura y Deporte y ejerce la alta inspección así como aprueba los planes generales de actuación del mismo.
- El director general. Es el órgano ejecutivo del INAEM y de él dependen el resto de órganos administrativos. Es nombrado y separado por el Consejo de Ministros, a propuesta del ministro de Cultura y Deporte.
  - La Secretaría General. Es responsable de la supervisión y dirección administrativa de los recursos humanos, económicos, financieros, informáticos, logísticos y materiales.
  - La Subdirección General de Música y Danza. Le corresponde la programación y ejecución de las actividades de música y danza del Instituto.
  - La Subdirección General de Teatro. Es responsable de la programación y ejecución de las actividades teatrales del organismo.
  - La Subdirección General de Personal. Se encarga de la gestión e inspección de los recursos humanos, de las relaciones con el personal y, en su caso, de la tramitación de expedientes sancionadores.
  - La Subdirección General Económico-Administrativa. Asume la gestión económico-administrativa y financiera, elabora el anteproyecto de presupuestos y gestiona los servicios generales y de régimen interior.

## Lista de directores generales
1. José Manuel Garrido Guzmán (1985-1989)
2. Adolfo Marsillach Soriano (1989-1990)
3. Juan Francisco Marco Conchillo (1990-1995)
4. Elena Posa Farras (1995-1996)
5. Tomás Marco Aragón (1996-1999)
6. Andrés Ruiz Tarazona (1999-2000)
7. Andrés Amorós Guardiola (2000-2004)
8. José Antonio Campos Borrego (2004-2007)
9. Juan Carlos Marset Fernández (2007-2009)
10. Félix Palomero González (2009-2012)
11. Miguel Ángel Recio Crespo (2012-2014)
12. Montserrat Iglesias Santos (2014-2018)
13. Amaya de Miguel Toral (2018-2022)[7]
14. Joan Francesc Marco Conchillo (2022-2024)[8]
15. María Paz Santa-Cecilia Aristu (2024-)[9]